# Josef Procházka (malíř)
Josef Procházka (* 21. listopadu 1935 Bukovice) je český kreslíř, malíř, autor objektů, typograf a výstavář.

## Život
Josef Procházka patří společně s Alvou Hajnem, Jiřím Lacinou, Františkem Kynclem a Bedřichem Novotným do skupiny, které se v Pardubicích říká Starý psi. Spoluzakládal tzv. Sekci mladých a galerie Za pasáží v roce 1960.
Kreslíř, malíř, autor objektů, typograf, výstavář a sběratel perníkových forem se vyučil zámečníkem. Mládí strávil v Mladých Bukách u Trutnova. V letech 1953 – 1957 studoval na Vyšší škole uměleckého průmyslu v Praze, jeho spolužáky byli Alva Hajn, Jiří Lacina, Bedřich Novotný, František Kyncl, Václav Sokol. Už během studia se seznámil s Karlem Neprašem a později se s ním sešel také během vojenské služby v Dejvicích. Blízké přátelství pojilo Josefa Procházku s básníkem Petrem Kabešem, jeho kresby často Kabešovy básně doprovázely, například sbírka Obyvatelná těla, kniha Pěší věc a jiné předpokoje nebo Těžítka, ta těžítka. Téměř celý život pracoval ve svobodném povolání, živil se typografií, realizacemi do interiérů a exteriérů, přípravou výstav.

## Dílo
Od šedesátých do osmdesátých let se věnoval především kresbě. Jeho figury jsou kritické a groteskní. Okolo roku 1977 vznikly Psí hlavy, Prstohryzové, Trojnožky, Sebežrouti a Šeptači. Milan Langer jeho práci nazval vlkodlačími kresbami. Zabýval se také myšlenkou hrdiny a titánského zápasu na motivech z mýtů o Héraklovi a o Láokontovi, a tak nepřekvapuje, že se dopracoval k podobným transformacím hmot těla jako Picasso. Myšlenka manipulace přichází s metaforou Loutkoherce. Procházka po roce 1989 došel postupně k abstrakci, vyzkoušel různé prostorové realizace na pomezí obrazu a objektu. Jeho stříkané a kapané obrazy pardubickým chemikům připomínají bělousovo-žabotínského reakce, příklady kritických bodů a křižovatek nerovnovážné termodynamiky. Kresebné homo homini lupus se mění na pavoučí sítě, sám autor si nejvíce považuje stručnosti. Mezi Procházkovy přátele patří Bohdan Holomíček, který dokumentoval akce Starých psů od roku 1969. Josef Procházka od konce šedesátých let pravidelně každý druhý rok organizoval na svém mlýně v Heřmanově Městci tzv. Bienále v prasečím chlívku, kam se sjížděli přátelé za neformální kulturní aktivitou a setkáním. 

## Galerie

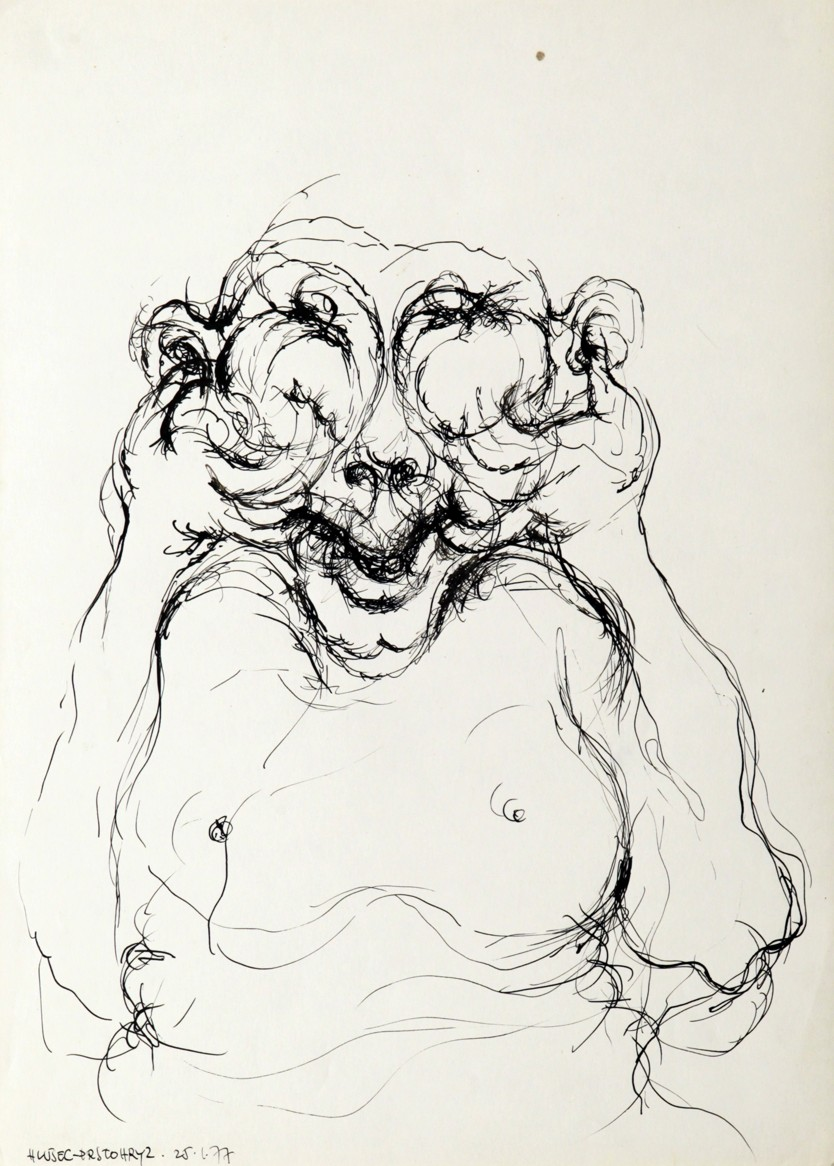
Josef Procházka Hlušec prstohryz 25 I 1977 kresba
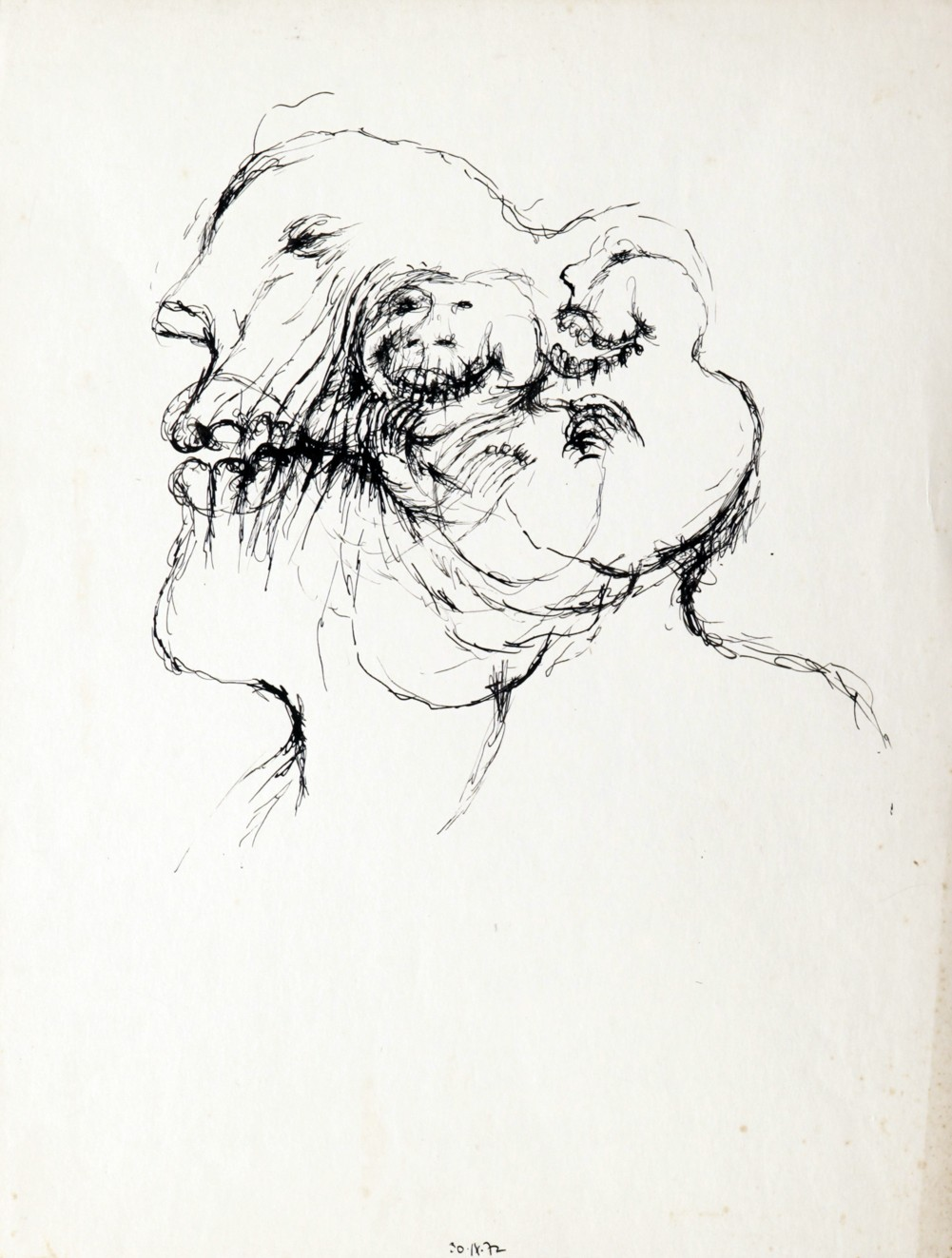
Josef Procházka Kresba 30 IV 1972
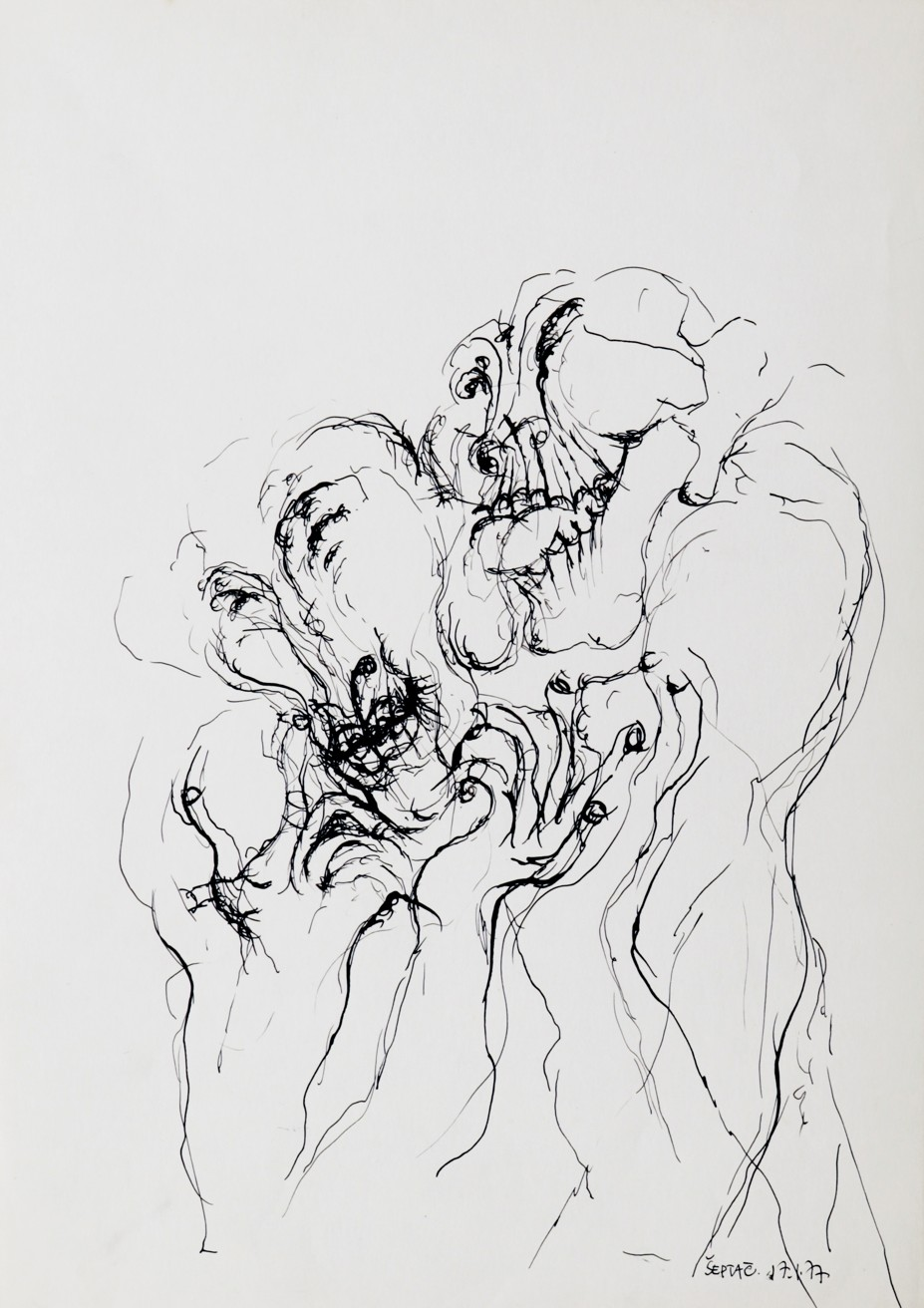
Josef Procházka Šeptač 17 I 1977
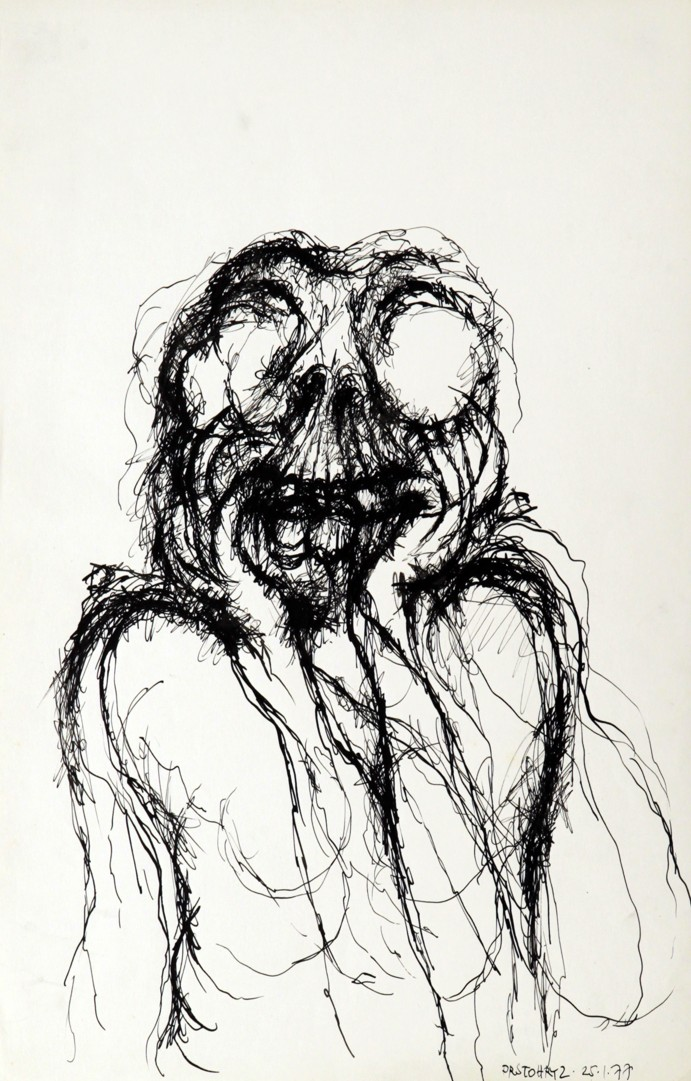
Josef Procházka Prstohryz 25 I 1977
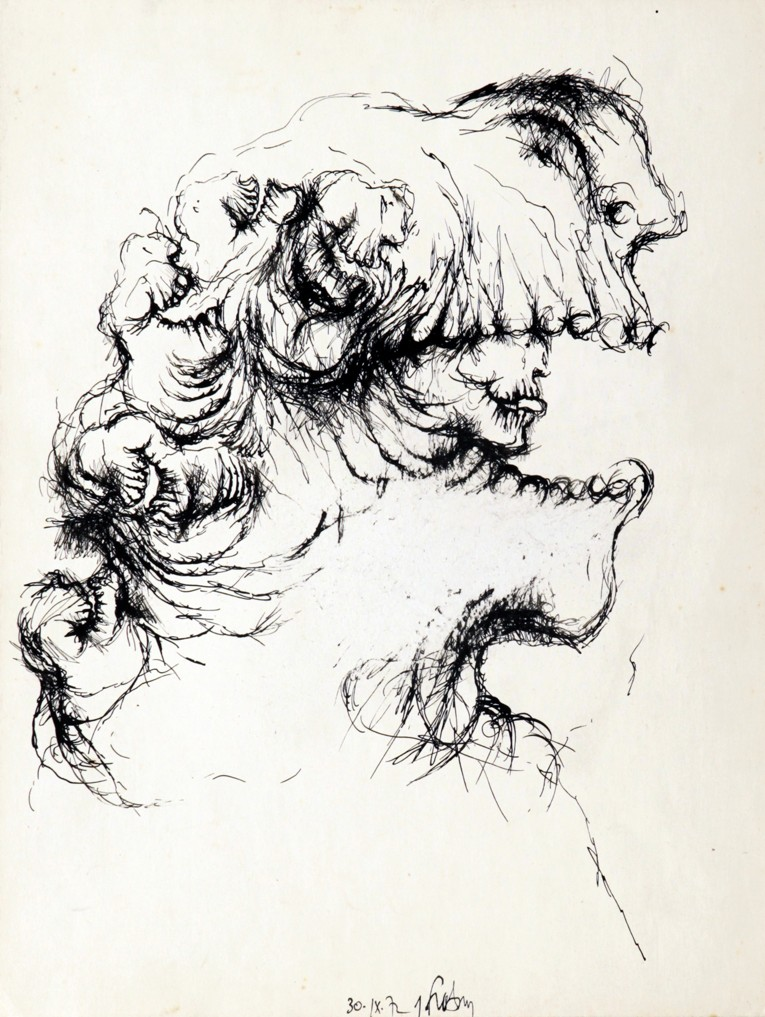
Josef Procházka Kresba 30 IX 1972
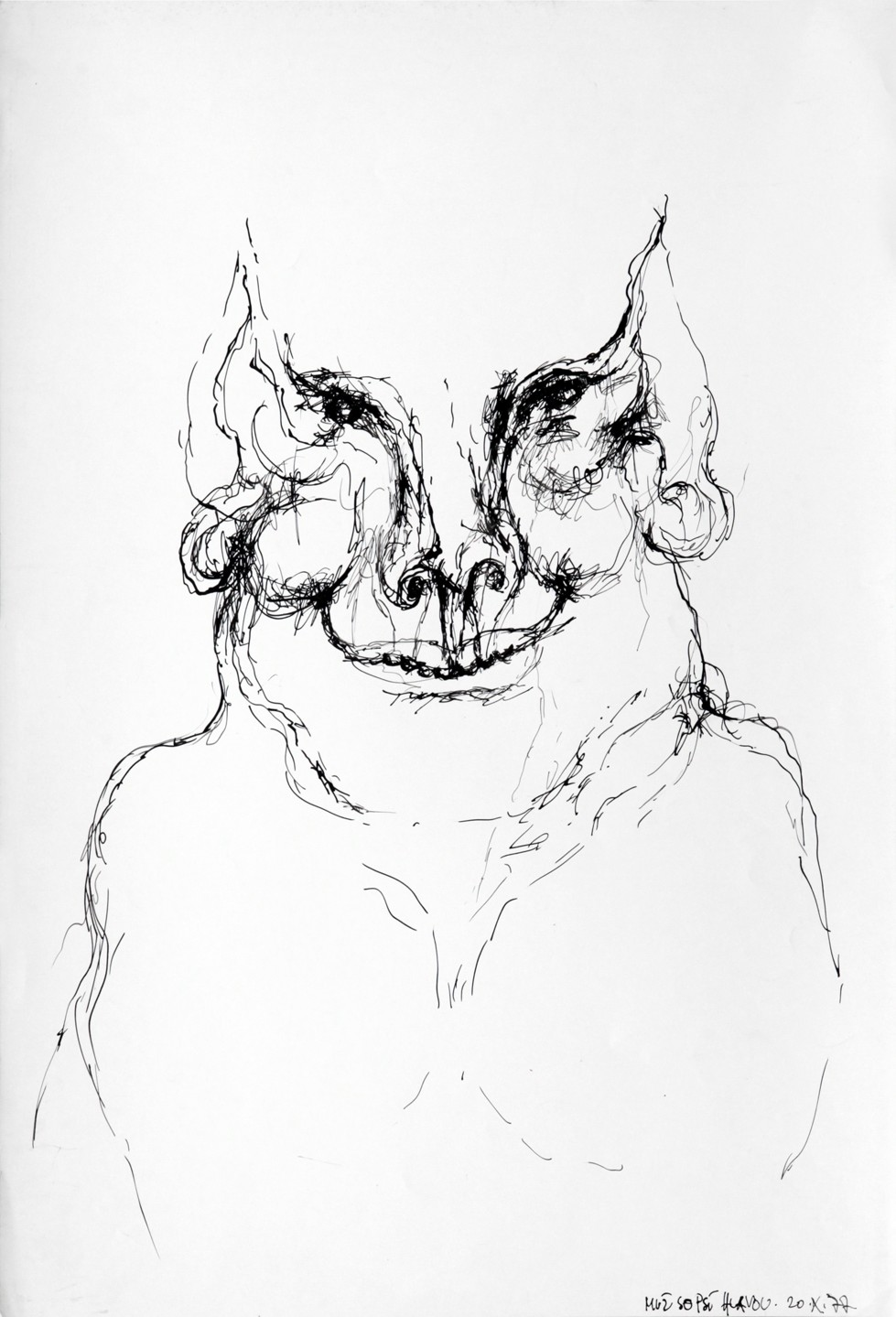
Josef Procházka Muž se psí hlavou 20 X 1978
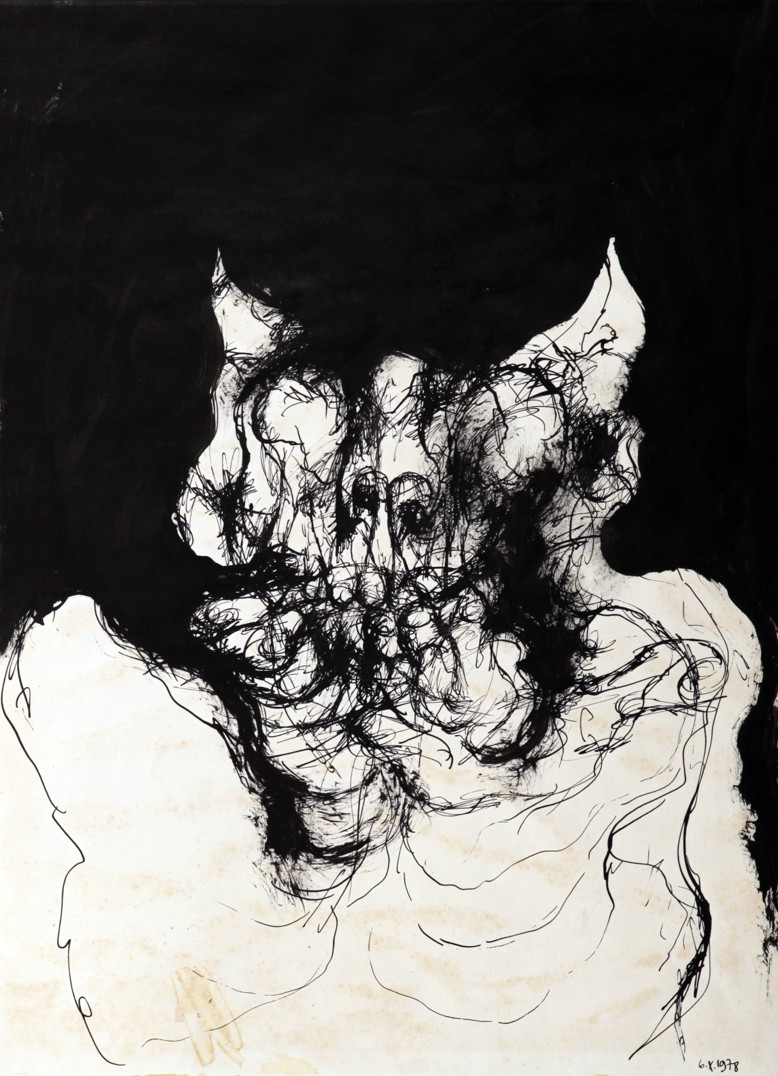
Josef Procházka Kresba 6 VIII 1978
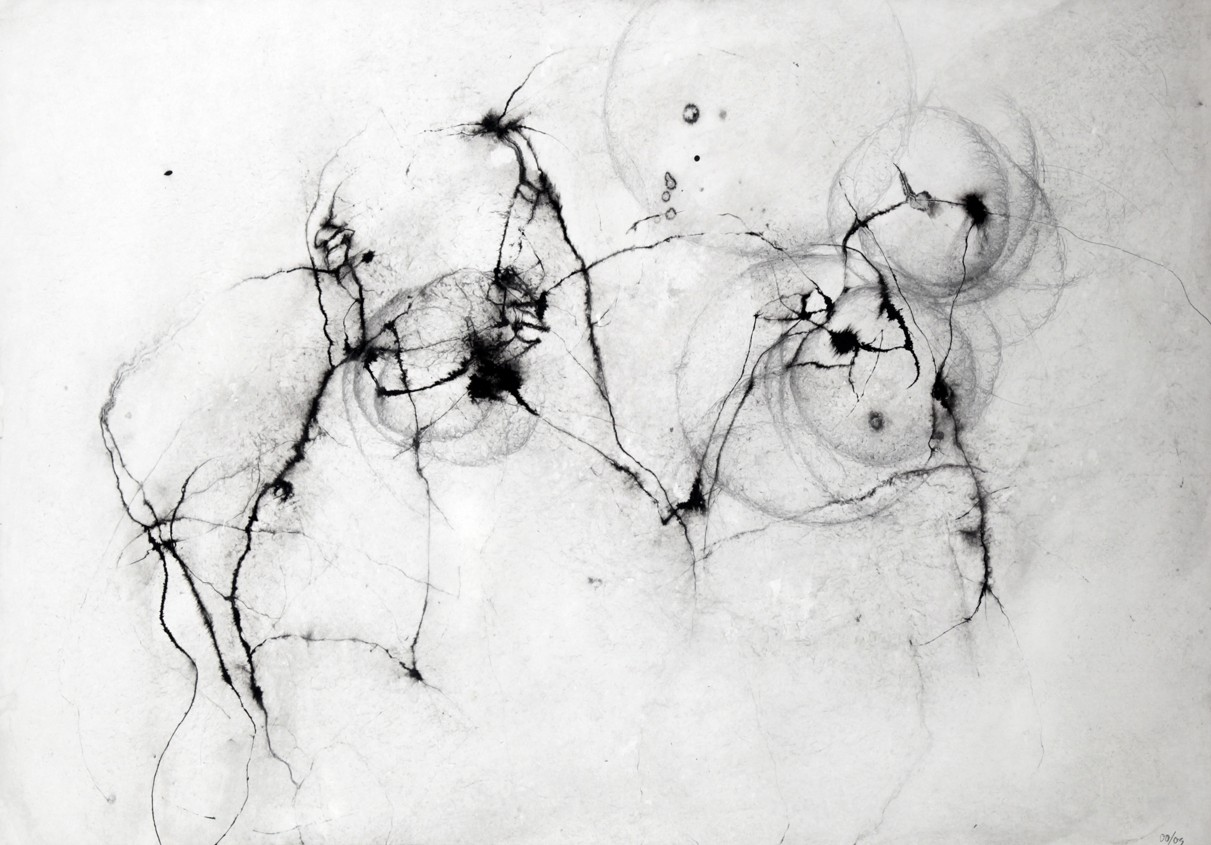
Josef Procházka Josef K 04 2003
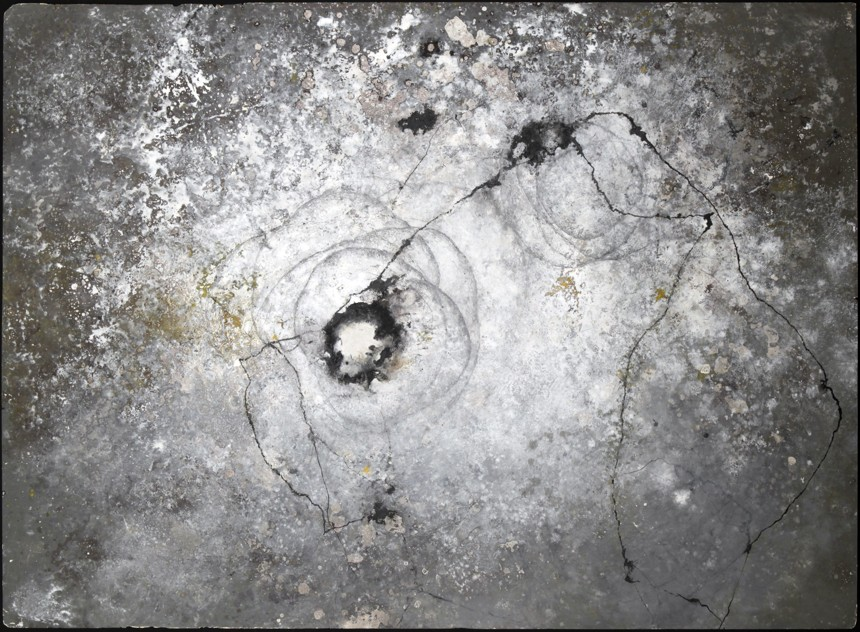
Josef Procházka Josef K 06 po 2000
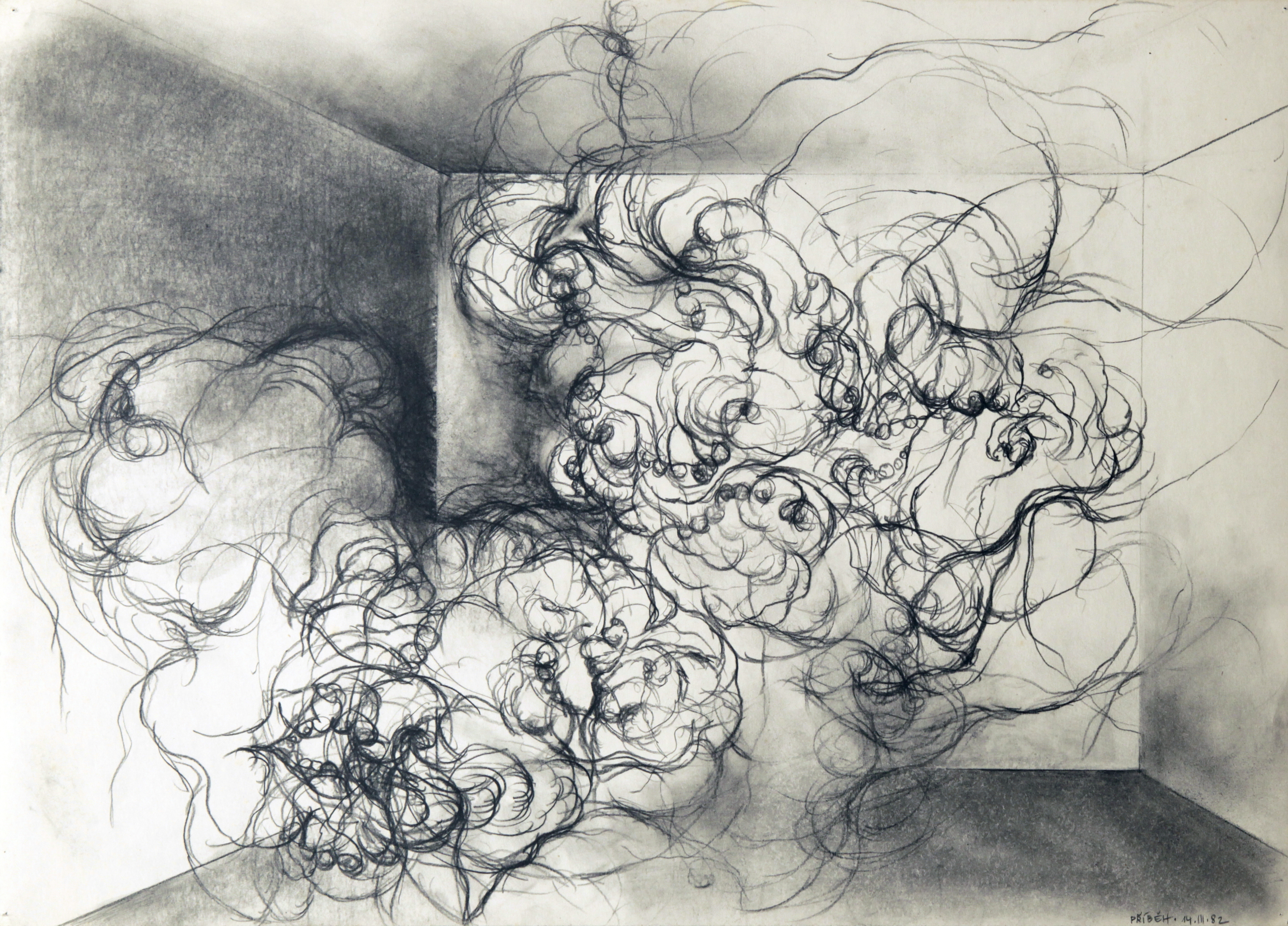
Josef Procházka Příběh 14 III 1982
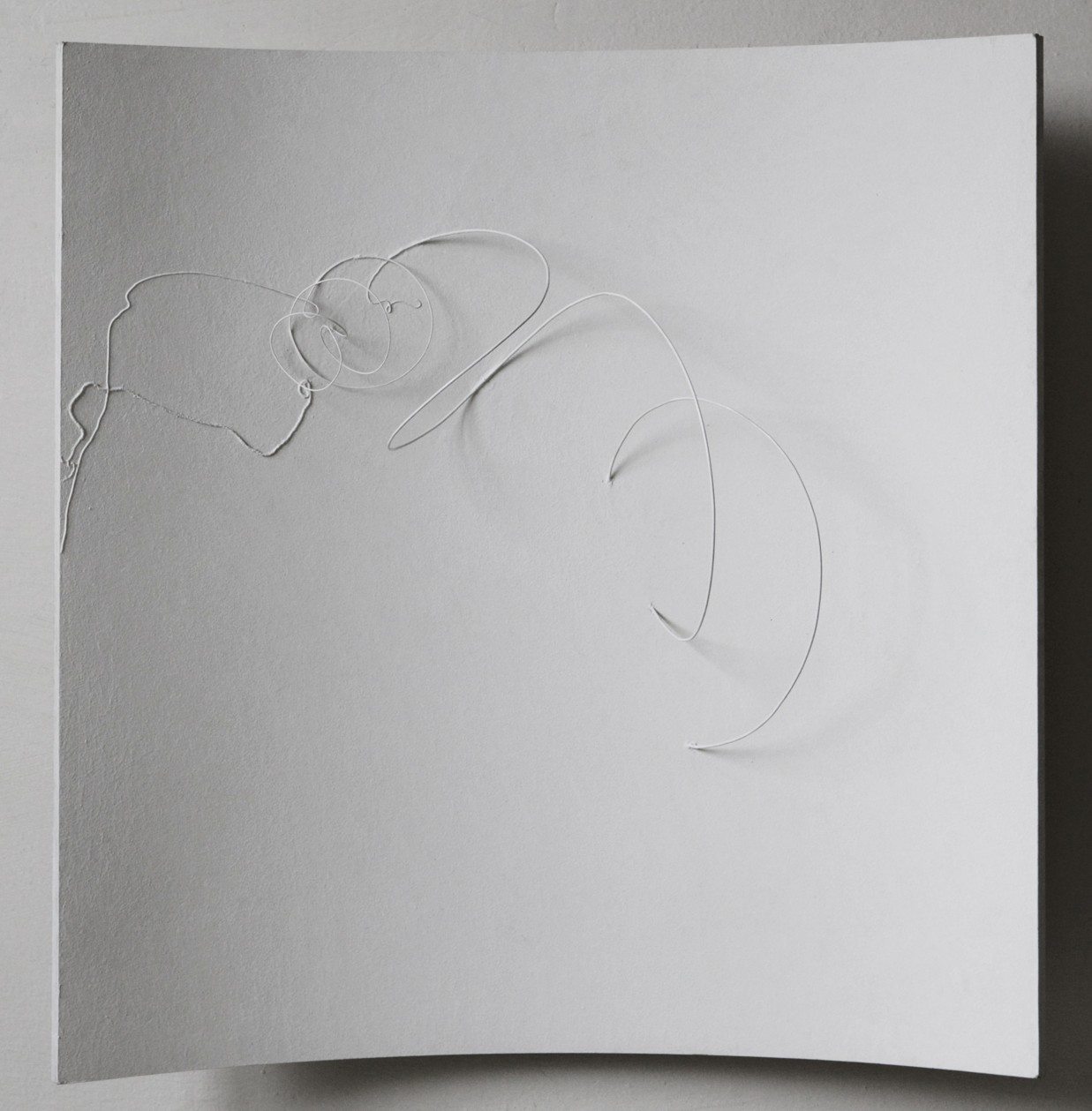
Josef Procházka Bílý reliéf okolo 2000
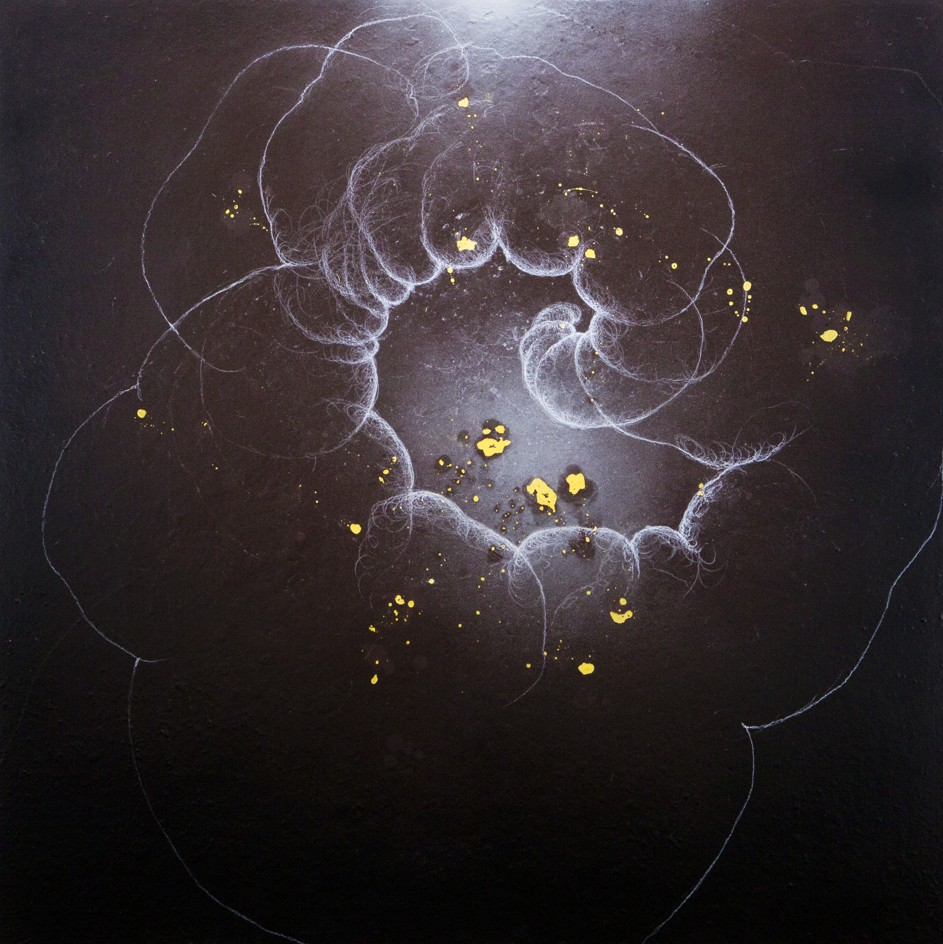
Josef Procházka Nebeský červ 12 2008–2012
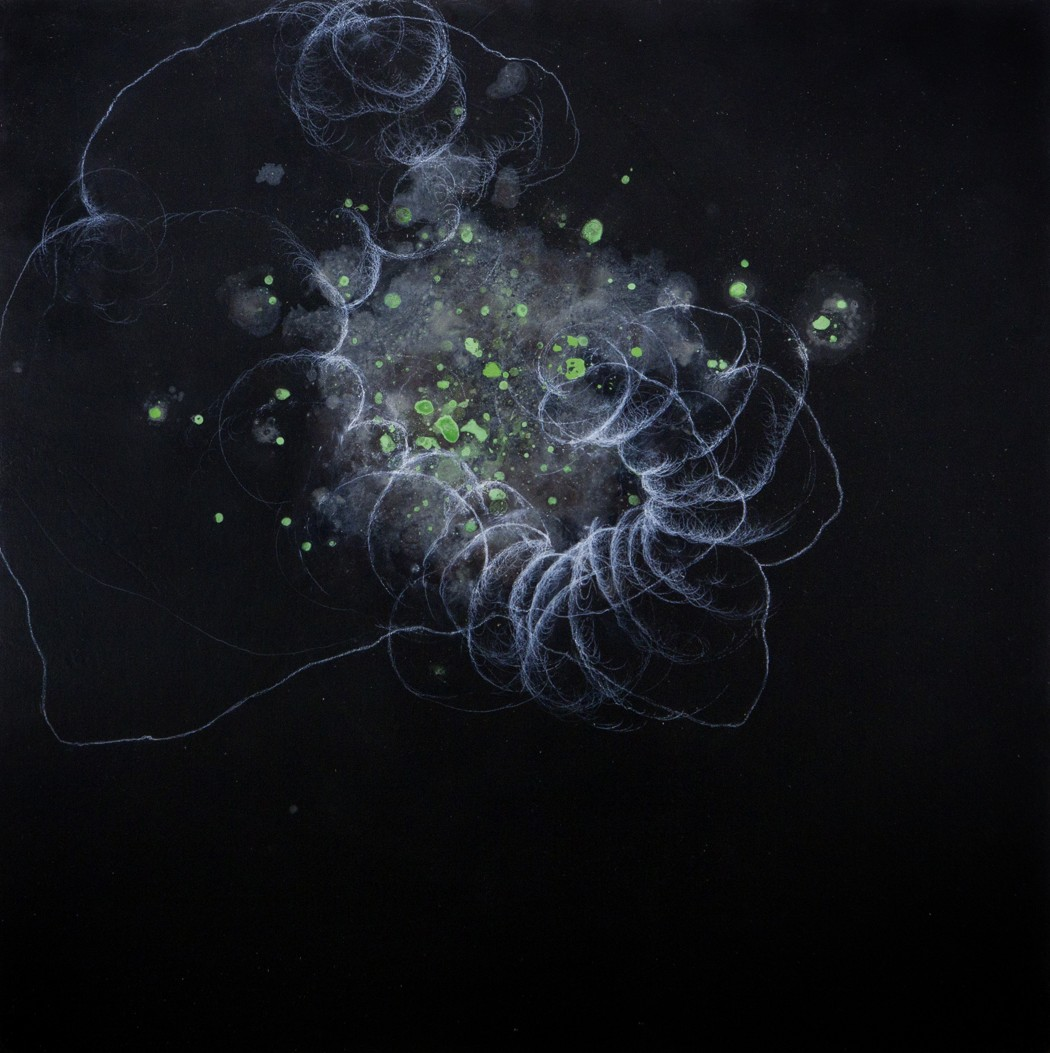
Josef Procházka Nebeský červ 15 2008–2012
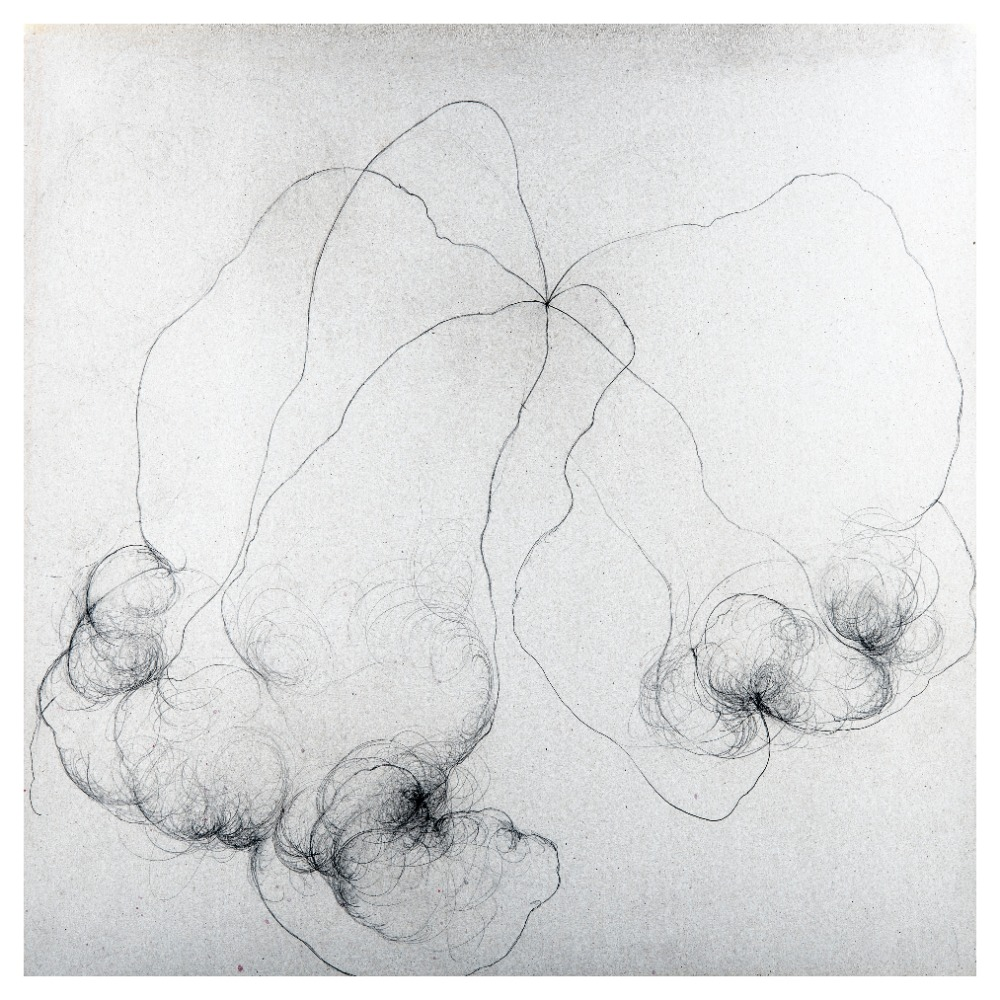
Josef Procházka Obří torzo 2016 tužka, šedý papír, 70x70cm
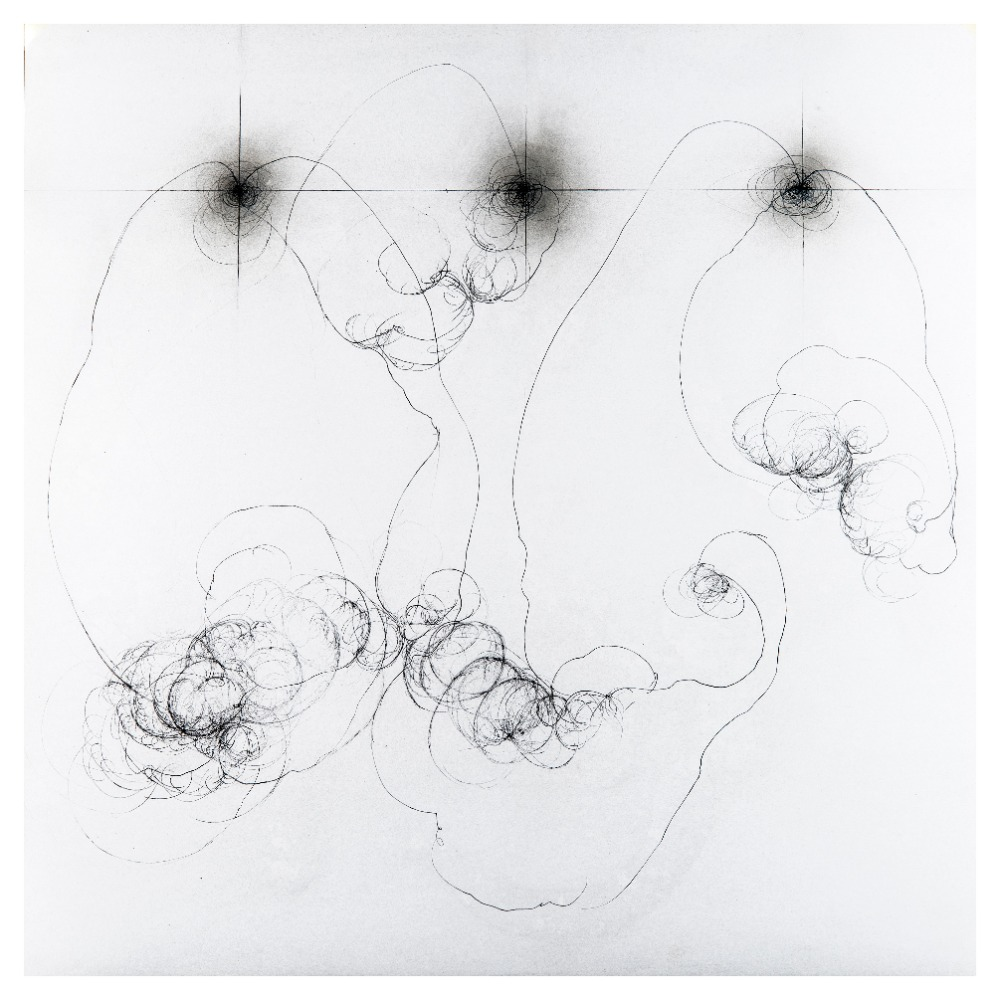
Josef Procházka Noc 2016 tužka,papír, 70x70 cm
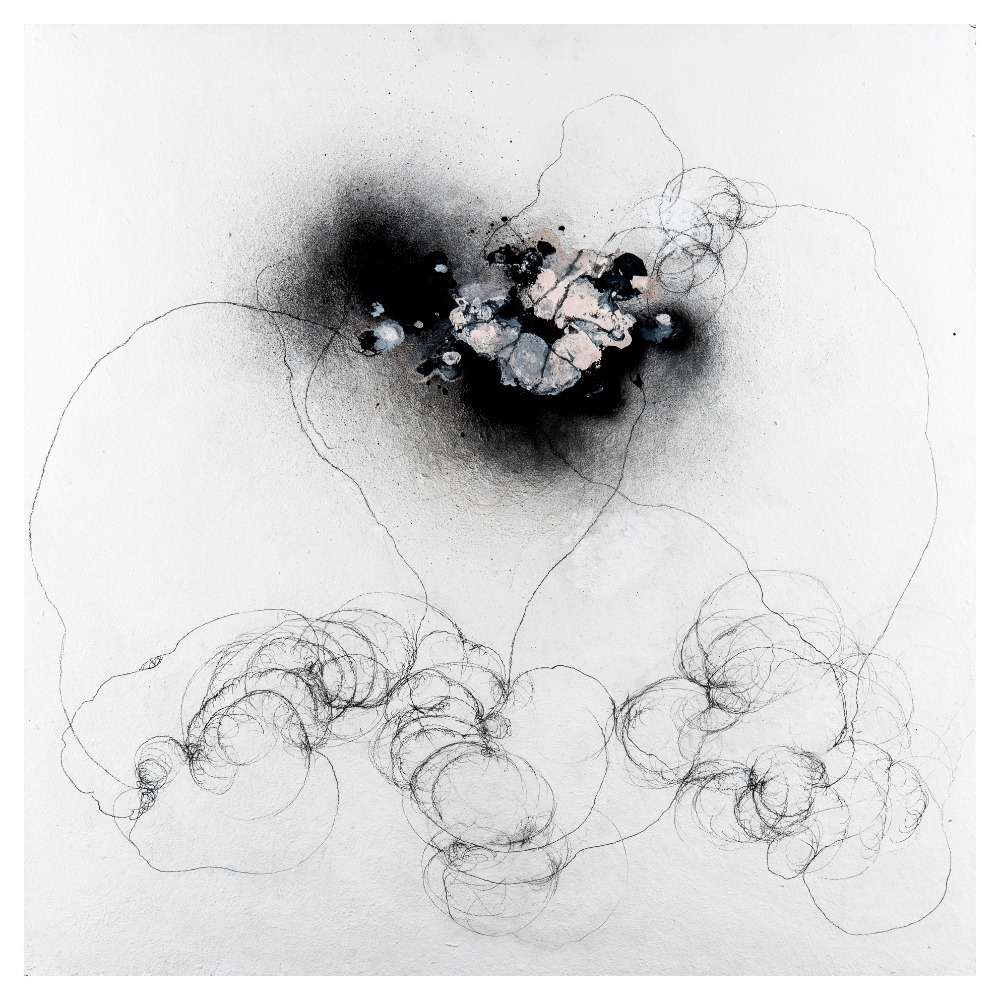
Josef Procházka Matová noc 2016 tužka, sprej, sololit, 80x77 cm
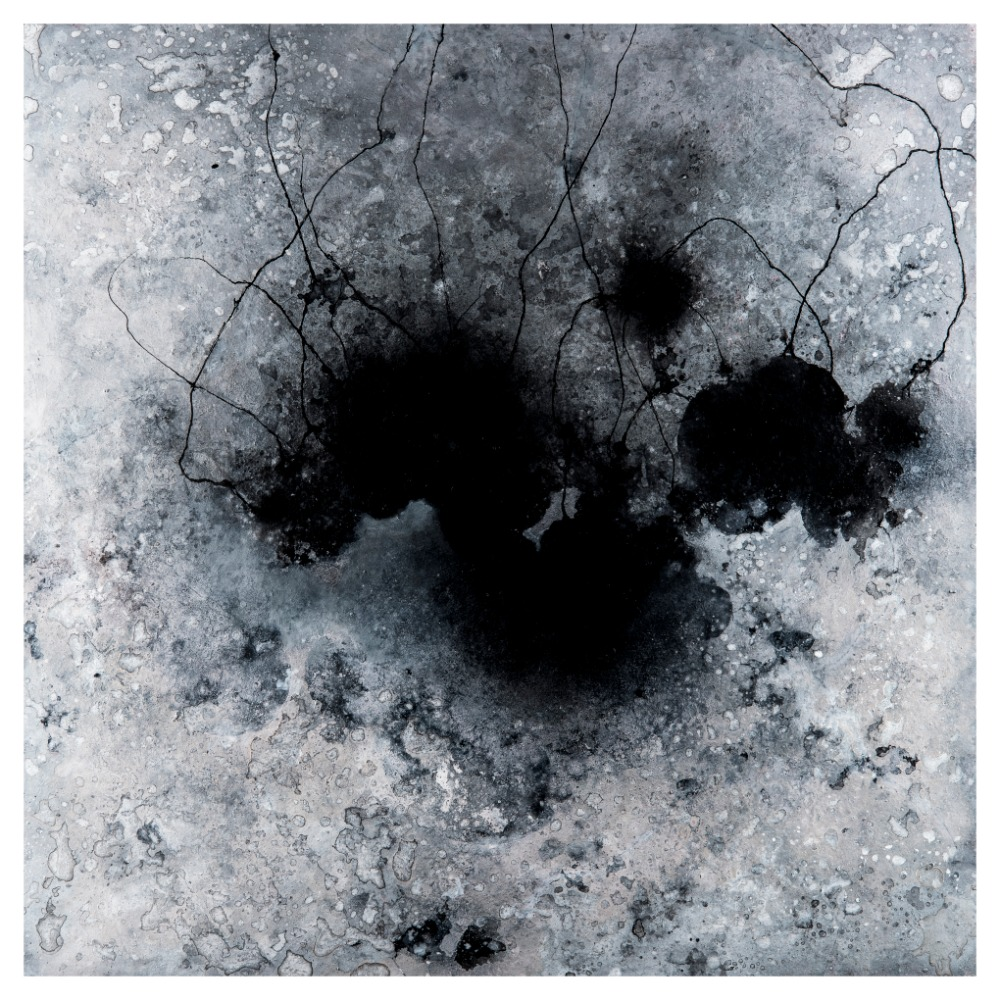
Josef Procházka Zatmění 2016 akryl, sololit,100x100cm
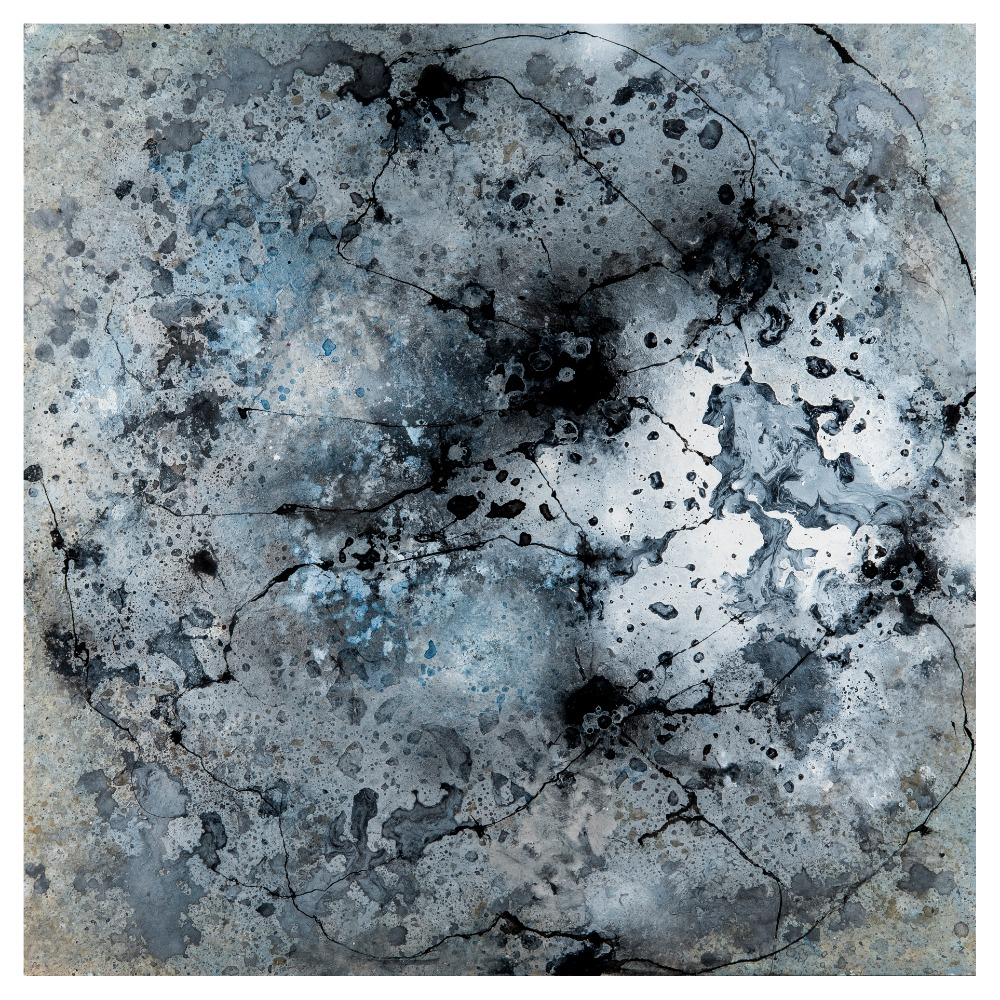
Josef Procházka Spodní nebe II 2015 akryl, sololit, 80x80cm
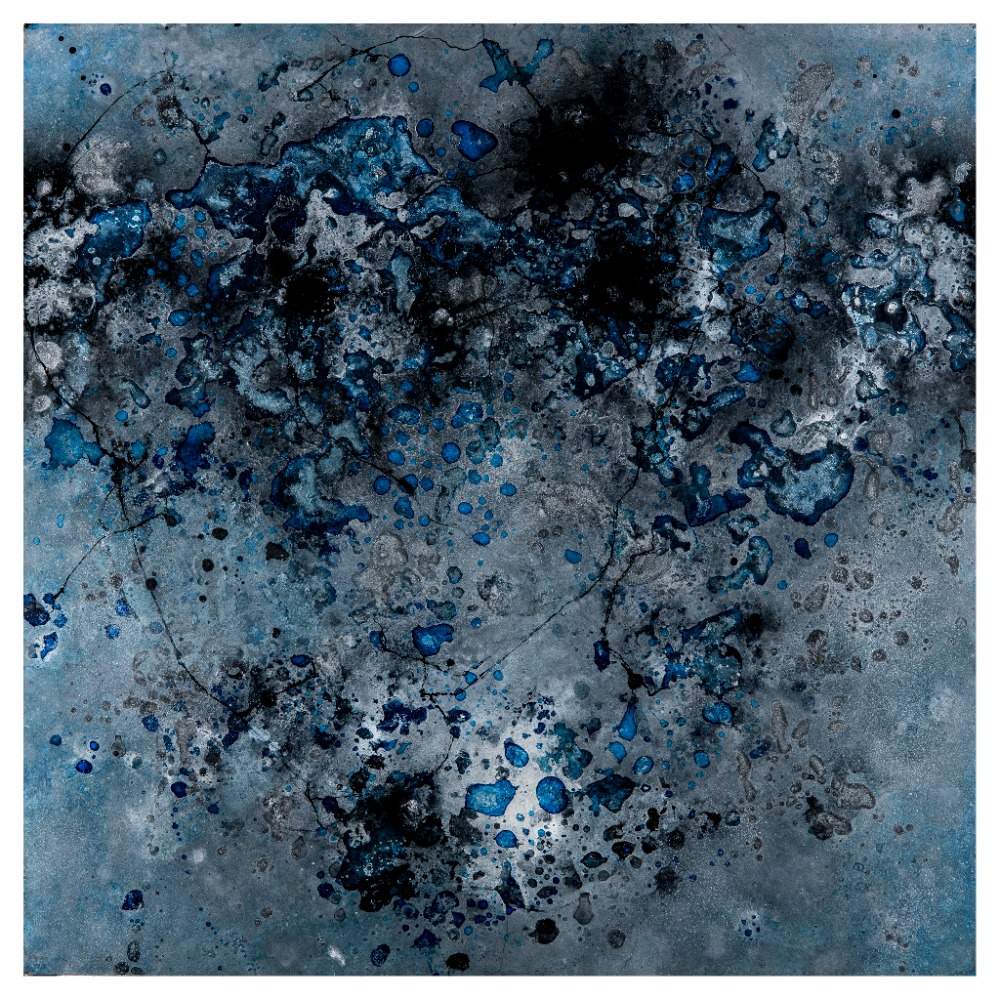
Josef Procházka Spodní nebe I 2015 akryl, sololit, 80x80cm

### Výstavy (výběr)
- 1960  Josef Procházka, Krajská galerie, Hradec Králové
- 1961  Josef Procházka: Nikdy válku!, Dům umělců, Hradec Králové
- 1981  Josef Procházka: Kresby, Divadlo hudby (Galerie Titanic), Olomouc
- 1983  Josef Procházka, Muzeum, Broumov
- 1994  Josef Procházka, Galerie - Bar Nora, Pardubice
- 1995  Josef Procházka, Galerie Gong, Pardubice
- 1998  Josef Procházka, Galerie Schloss Borbeck, Essen
- 1998  Josef Procházka, Studio Paměť, společnost pro záchranu kulturních hodnot, Praha
- 1999  Josef Procházka, Galerie FONS firmy Stapro s.r.o., Pardubice
- 2003  Josef Procházka: Kresby, Geofyzikální ústav AV ČR, přednáškový sál, Praha
- 2006  Josef Procházka: Mezičas pro Arachné, Galerie FONS firmy Stapro s.r.o., Pardubice
- 2013  Josef Procházka: Nebeští červi, Galerie města Pardubic, Pardubice

### Účast na výstavách (výběr)
- 1961  Protiválečné kresby a plakáty, Výstavní síň mladých Za pasáží, Pardubice
- 1997  Das tschechische Plakat der sechziger Jahre, Rosgartenmuseum, Kostnice (Konstanz)
- 1997  Český plakát 60. let ze sbírek Moravské galerie Brno, Uměleckoprůmyslové muzeum, Brno
- 2001  Jiří Lacina, Josef Procházka: Kresby, Radnice, Lázně Bohdaneč
- 2002  Cesty / Roads, Bývalá reálka Pardubice, Pardubice
- 2006  BLACK '06 - 2. ročník pardubického výtvarného festivalu, Pardubice
- 2008  Petr Miláček, Josef Procházka: Plastiky, kaligrafie, Galerie Mázhaus, Pardubice
- 2009  Hráči, Galerie moderního umění v Hradci Králové, Hradec Králové
- 2009  Hráči, Wortnerův dům Alšovy jihočeské galerie, České Budějovice
- 2010  Rovnoběžky a průsečíky, Galerie Národní technické knihovny (Galerie NTK), Praha
- 2015  Setkávání - Sbírka Geofyzikálního ústavu Akademie věd ČR, v.v.i., DOX, Malá věž, Praha